# ウィリアム・H・ベイツ (原子力潜水艦)
|          |                                   |
| 艦歴     |                                   |
| 発注     | 1968年6月25日                     |
| 起工     | 1969年8月4日                      |
| 進水     | 1971年12月11日                    |
| 就役     | 1973年5月5日                      |
| 退役     | 2000年2月11日                     |
| 除籍     | 2000年2月11日                     |
| その後   | 原子力艦再利用プログラム          |
| 性能諸元 |                                   |
| 排水量   | 基準：4,155トン、 満載：4,450トン |
| 全長     | 90.8 m (298 ft)                   |
| 全幅     | 9.7 m (32 ft)                     |
| 吃水     | 8.8 m (29 ft)                     |
| 機関     | S5W reactor                       |
| 最大速   | 20+ ノット                        |
| 乗員     | 士官14名、兵員112名               |
| 兵装     | 21インチ魚雷発射管4基             |
| モットー | A Spirit Un'quelled               |

ウィリアム・H・ベイツ (USS William H. Bates, SSN-680) は、アメリカ海軍の原子力潜水艦。スタージョン級原子力潜水艦の31番艦。艦名はマサチューセッツ州選出下院議員、ウィリアム・H・ベイツに因んで命名された。

## 艦歴
ウィリアム・H・ベイツの建造は1968年6月25日にミシシッピ州パスカグーラのインガルス造船所に発注される。当初の艦名はレッドフィッシュ (Redfish) であったが、核海軍創設の信頼すべき支持者であったウィリアム・H・ベイツ議員の死去に際して艦名が変更された。1969年8月4日に起工し、1971年12月11日にアンドリュー・R・グレンジャー夫人によって命名、進水し、1973年5月5日に艦長グレン・N・アーサー・ジュニア中佐の指揮下就役した。
ウィリアム・H・ベイツは整調後にコネチカット州ニューロンドンを母港に指定される。1974年7月から10月にかけて大西洋東部へ展開し最初の抑止哨戒を行い、スコットランドのホーリー・ロッホ、カナダのノバスコシア州ハリファックスを経由して帰港する。しかしながら休養は短期間であった。艦はクリスマス休暇から1975年1月に渡って再び哨戒に入る。ホーリー・ロッホでの修理の後、艦はスコットランドのファスレーンを訪問した。
1月後半に帰国の途に就き、ウィリアム・H・ベイツはバージニア州ポーツマスのポーツマス海軍工廠で修理が行われた。その後1975年の夏までフロリダ州フォートローダーデール沖での活動に従事する。間もなくヨーロッパ海域に配備され、対潜水艦戦訓練演習に参加する。11月にウィリアム・H・ベイツはNATOの演習「モビー・ディック」および「オーシャン・サファリ '75」に参加し、12月にニューロンドンに帰還した。
ウィリアム・H・ベイツは1976年5月5日にニューロンドンを出航し、初の地中海配備に赴く。この配備でアメリカ海軍およびNATO諸国海軍部隊との訓練を行いその技術を熟練させた。また、チュニジアのビゼルト、シチリア島のオーガスタ湾、イタリアのラ・スペツィアおよびナポリを訪問している。1976年9月6日に地中海を離れ、月半ばに演習「オーシャン・サファリ '76」に参加した。10月14日、ウィリアム・H・ベイツはコネチカット州グロトンに帰還した。
航海後の修理および別の海外配備の準備を行った後、ウィリアム・H・ベイツは1977年の夏にグロトンを出航し、10月3日に任務を完了した。同日、潜水母艦ホーランド (USS Holland, AS-32) の横に停泊する。続いて北海を通過しドイツのブレーマーハーフェンを訪問、5日間停泊した。その後ウィリアム・H・ベイツは演習「オーシャン・サファリ '77」に参加、続いてグロトンに帰還した。
ウィリアム・H・ベイツは1978年5月にカリフォルニア州サンディエゴに移動し、1980年代は太平洋艦隊で活動した。
1980年から1989年初めまで、ウィリアム・H・ベイツは第11潜水戦隊に所属しサンディエゴを拠点として活動、西太平洋で多くの配備に就き、韓国海軍との「チームスピリット」演習など様々な国の海軍と演習を行った。これらの配備の間、フィリピンのスービック湾、韓国の鎮海、日本の横須賀、佐世保、グアム島、タイ王国のサッタヒープ郡などを訪問した。1989年中旬にカリフォルニア州ヴァレーホのメア・アイランド海軍造船所に入渠し小修理と乗員の休息の後、ワシントン州のピュージェット・サウンド海軍造船所に移動し拡張オーバーホールおよび燃料交換が行われた。
オーバーホール完了後の1991年にウィリアム・H・ベイツはハワイの真珠湾に移動、同地を拠点としていくつかの西太平洋配備および作戦活動に従事した。
ウィリアム・H・ベイツは2000年2月11日に退役し、同日除籍された。その後ワシントン州ブレマートンで原子力艦再利用プログラムの下2002年10月1日に解体が始まり、2002年10月30日に作業は完了した。